# Engordadouro (Jundiaí)
Engordadouro é um bairro da cidade de Jundiaí, São Paulo.

## Geografia
O bairro é limitado pela Av. Prof. Pedro Clarismundo Fornari, Rua Corina S, Av. Paulo Benassi, e Rodovia João Cereser, além de outras vias. Está localizado na Região Noroeste, compreendendo também o Loteamento Parque dos Eucaliptos. Sua área é de 303,01 hectares

### Demografia
O censo de 2000 apontou uma população total de 2414 pessoas, sendo 1268 do sexo masculino e 1146 do sexo feminino.

## História
Este bairro foi inicialmente uma fazenda da Família Scalla que, mais tarde, com a morte do proprietário, foi dividida pelos filhos que, por sua vez, venderam lotes de terrenos para outras famílias... As famílias mais tradicionais e antigas são de origem italiana. Na região estes sobrenomes são muito conhecidos: Demarchi, Stella, Galiego, Carossi, Picchi, Carbonari, etc. Temos também a famílias Marques, Rosa, além de uma húngara: Tanos. Na região é predominante a agricultura, com o cultivo da uva.[carece de fontes?]
O Censo de 2000 apontou o bairro como predominantemente industrial.
Ao redor do bairro, cresce a cada dia o número de residências de alto padrão devido ao local privilegiado onde o bairro se encontra, com fácil acesso à Rodovia Anhanguera, estabelecimentos comerciais variados e elevação da qualidade de vida devido à construção do Parque do Engordadouro.